# Bölöni
A Bölöni régi magyar családnév, amely a származási helyre utalhat: Bölön (Románia, korábban Háromszék vármegye).

## Híres Bölöni nevű személyek
- Bölöni Domokos (1946) romániai magyar író
- Bölöni György (1882–1959) erdélyi magyar író
- Bölöni László (1953) romániai magyar labdarúgó, edző
- Bölöni Mihály (16. század – 17. század) magyar orvos
- Bölöni Mihály (19. század) erdélyi tanár
- Bölöni Sámuel (18. század) erdélyi hivatalnok
- Bölöni Sándor (1939–1982) romániai magyar újságíró, műfordító, irodalomszervező
- Bölöni Farkas Sándor (1795–1842) erdélyi író, műfordító, utazó, művelődésszervező